# Mo Yan
Mo Yan (chineză: 莫言, :; pinyin: Mò Yán; n. 17 februarie 1955) este pseudonimul sub care scrie Guan Muoye (chineză simplificată: 管谟业,; chineză tradițională: 管謨業,; pinyin: Guǎn Móyè), un scriitor chinez. A fost distins cu Premiul Nobel pentru literatură în anul 2012, fiind considerat autorul, care cu realism halucinant îmbină povești populare, istorie și contemporaneitate”.
Fiu de țărani, Mo Yan a fost nevoit să se lase de școală după clasa a V-a din cauza Revoluției culturale și a început să lucreze pe câmp. După atingerea majoratului a lucrat într-o fabrică. La vârsta de 20 de ani s-a alăturat Armatei Populare de Eliberare. Armata i-a permis să scrie și l-a trimis la Institutul de Arte al Armatei. Acolo a început să scrie sub pseudonimul Mo Yan, care înseamnă „Nu vorbi!” (sau „Nu vreau să vorbesc.”) Mo Yan a declarat că și-a ales acest pseudonim ca să-și amintească să-și țină gura, altfel ar fi putut avea probleme, și ca să-și ascundă adevărata identitate la începutul carierei scriitoricești pe când era membru al armatei.
Mo Yan este membru al Partidului Comunist Chinez și vicepreședinte al Uniunii Scriitorilor din China.

## Critică
Mo Yan a fost criticat de alți scriitori chinezi pentru faptul că ar fi prea docil față de Partidul Comunist Chinez și că a participat în 2002 la o aniversare a 60 de ani de la o cuvântare ideologică a lui Mao Zedong, care este considerată de unii ca începutul suprimării artelor și a cuvântului liber în China.

## Scrieri
- 透明的红萝卜 Tòumíng de hóng luóbo („Ridichea străvezie”), 1986
- 红高粱家族 Hóng gāoliang jiāzú, 1987 - „Sorgul roșu”, Editura Humanitas, 2012, ISBN 9789736892837
- 十三步 Shisan bu („13 pași”), 1988
- 欢乐十三章 Huanle shisan zhang („Cele 13 capitole ale fericirii”), 1989
- 天堂蒜薹之歌 Tiantang suantai zhi ge - „Baladele usturoiului din Paradis”, Editura Humanitas, 1989, ISBN 9789736896569
- 酒国 Jiuguo - „Țara vinului”, Editura Humanitas, 1993, ISBN 9789736898150
- 食草家族 Shicao jiazu („Clanul mâncătorilor de iarbă”), 1993
- 丰乳肥臀 Fengru feitun („Sâni bogați și fese mari”), 1996
- 红树林 Hong shulin („Pădurea roșie'”), 1999
- 檀香刑 Tanxiang xing („Pedeapsa lemnului de santal”), 2001
- 四十一炮 Sishiyi pao („Patruzeci și una de bombe”), 2003
- 生死疲勞 Shengsi pilao, 2008 - „Obosit de viață, obosit de moarte”, Editura Humanitas, 2012, ISBN 9789736895326
- 蛙 Wa - „Broaște”, Editura Humanitas, 2009 [16], ISBN 9789736897429

## Premii
- 1998: Premiul Internațional pentru Literatură Neustadt, nominare
- 2005: Premiul Kiriyama, Notable Books, pentru 丰乳肥臀 Fengru feitun, („Sâni bogați și fese mari”)
- 2006: Premiul Fukuoka pentru Cultura Asiatică, XVII
- 2007: Premiul Man pentru Literatura Asiatică, nominare, pentru 丰乳肥臀 Fengru feitun, („Sâni bogați și fese mari”)
- 2008: Premiul „Visul din pavilionul roșu” al Universității Baptiste din Hong-Kong
- 2009: Premiul Newman pentru Literatură Chineză, laureat, pentru 生死疲勞 Shengsi pilao,  („Oboseală de viață, oboseală de moarte”)
- 2010: Bursier de Onoare, Modern Language Association
- 2011: Premiul Mao Dun pentru Literatură, laureat, pentru 蛙 Wa („Broasca”)
- 2012: Premiul Nobel pentru Literatură